# Gerrit Tamm
Gerrit Tamm (* 20. Dezember 1970 in Kellinghusen) ist deutscher Wirtschaftsinformatiker und Unternehmer. Er ist Professor für Informatik und Wirtschaftsinformatik an der privaten SRH Hochschule Berlin und zeitweilig an der Fachhochschule Erfurt.

## Leben
Nach dem Studium des Wirtschaftsingenieurwesens an der Technischen Universität Berlin und an der University of California in Berkeley war er Stipendiat im Graduiertenkolleg „verteilte Informationssysteme“ der Deutschen Forschungsgemeinschaft an der Humboldt-Universität zu Berlin. Im Kontext dieses Doktorandenstudiums gründete er 1999 mit der Asperado GmbH ein Unternehmen zum Online-Marketing.
Im Jahre 2003 promovierte er mit dem Thema „Netzbasierte Dienste: Angebot, Nachfrage und Matching“ in Berlin. Nach einem Post-Doc Aufenthalt an der Hochschule St. Gallen in der Schweiz übernahm er im Jahr 2004 eine Vertretungsprofessur für Wirtschaftsinformatik an der Fachhochschule Erfurt. Tamm ist Beiratsmitglied des Eco – Verband der Internetwirtschaft. Bis 2004 war er im Vorstand für Technologie und Innovation des Juniorenkreises des Wirtschaftsrates der CDU Berlin-Brandenburg. Darüber hinaus war er Mitglied der Medienkommission des Akademischen Senats der Humboldt-Universität Berlin.
Seit 2008 hat Tamm eine Professur für Wirtschaftsinformatik an der SRH Hochschule Berlin inne und ist dort wissenschaftlicher Direktor des Instituts für Wirtschaftsinformatik und Studiengangsleiter für E-Business und Social Media.

## Werke
- C. Tribowski, G. Tamm: ‚‘RFID‘‘ Springer Verlag, Heidelberg, 2010, ISBN  978-3-642-11459-5
- M. Hebig, G. Tamm: Web Mining – mittels Kundenorientierung zum Geschäftserfolg. VDM Verlag, Saarbrücken 2008, ISBN 978-3-639-07933-3.
- P. Ulrich, G. Tamm: Corporate- und Webinterface Design für ein Online-Unternehmen. VDM Verlag, Saarbrücken 2008, ISBN 978-3-639-04088-3.
- G. Tamm, O. Günther: Webbasierte Dienste: Technologien, Märkte und Geschäftsmodelle. Physica-Verlag, Heidelberg 2005, ISBN 3-7908-1566-7.
- Mittelstands-Shop-Systeme: OPENSTORE & GS ShopBuilder Pro. SPC Teia Lehrbuch Verlag, Berlin 2003, ISBN 3-935539-71-1.
- Gerrit Tamm u. a.: Konzepte in eCommerce Anwendungen. SPC Teia Lehrbuch Verlag, Berlin 2003, ISBN 3-935539-66-5.